# Acerataspis fukienensis
Acerataspis fukienensis là một loài tò vò trong họ Ichneumonidae.